# Петрина
Петрина (словен. Petrina) је насељено место у општини Костел, регија Југоисточна Словенија, Словенија.

## Историја
До територијалне реорганизације у Словенији била је у саставу старе општине Кочевје.

## Становништво
У попису становништва из 2011. године, Петрина је имала 7 становника.
| Број становника према пописима | Број становника према пописима | Број становника према пописима |
| ------------------------------ | ------------------------------ | ------------------------------ |
| 1991                           | 2002                           | 2011                           |
| 9                              | 9                              | 7                              |